# Oxymeris maculata
Vis tachetée
Espèce
Oxymeris maculata est une espèce de mollusques gastéropodes appartenant à la famille des Terebridae. Son principal nom vernaculaire francophone est « vis tachetée ».

## Description et caractéristiques

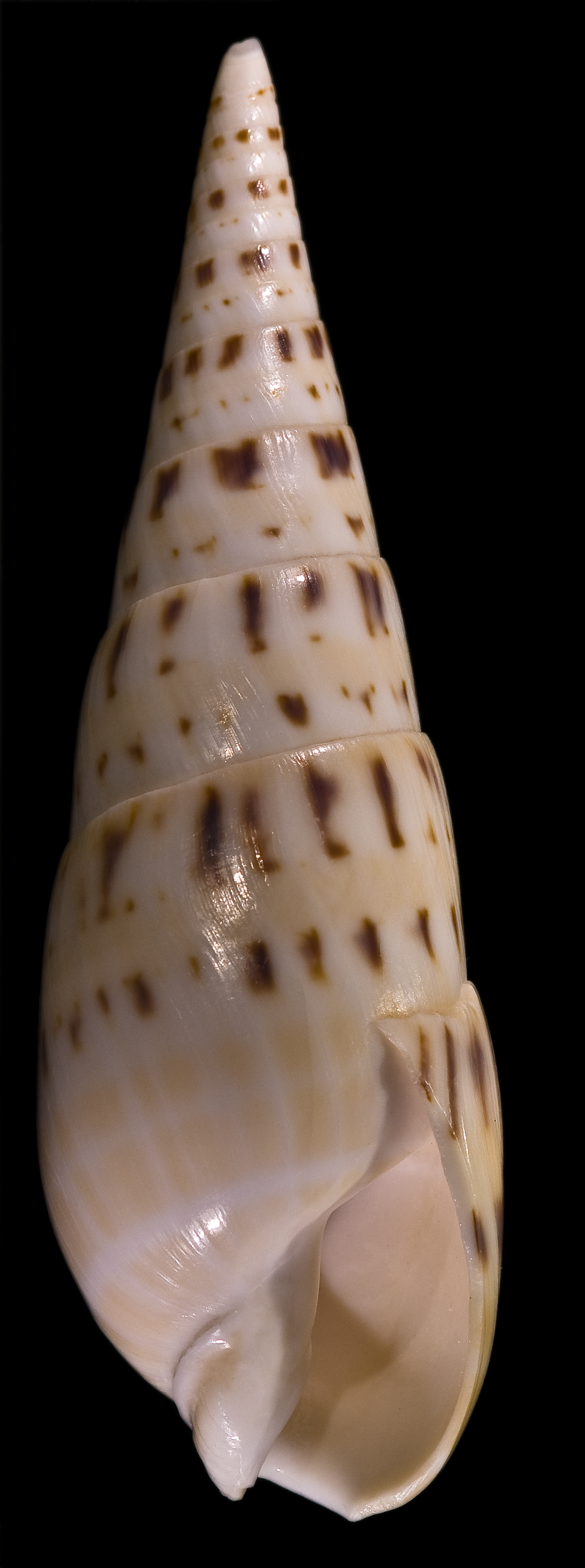

C'est une térèbre longue et large, plus ventrue que la moyenne (la base est parfois presque ovoïde), mais toujours effilée.
Elle est blanche avec des taches brun foncé en 2 rangées sous-suturales (alternant une épaisse et une fine), et des taches plus pâles en dessous. La base porte un discret damier beige pâle, parfois esquissé sur les premiers tours.
Un profond sillon sous-sutural est situé à mi-hauteur des tours.
Taille : de 5 à 250 mm, exceptionnellement jusqu'à 27,5 cm.

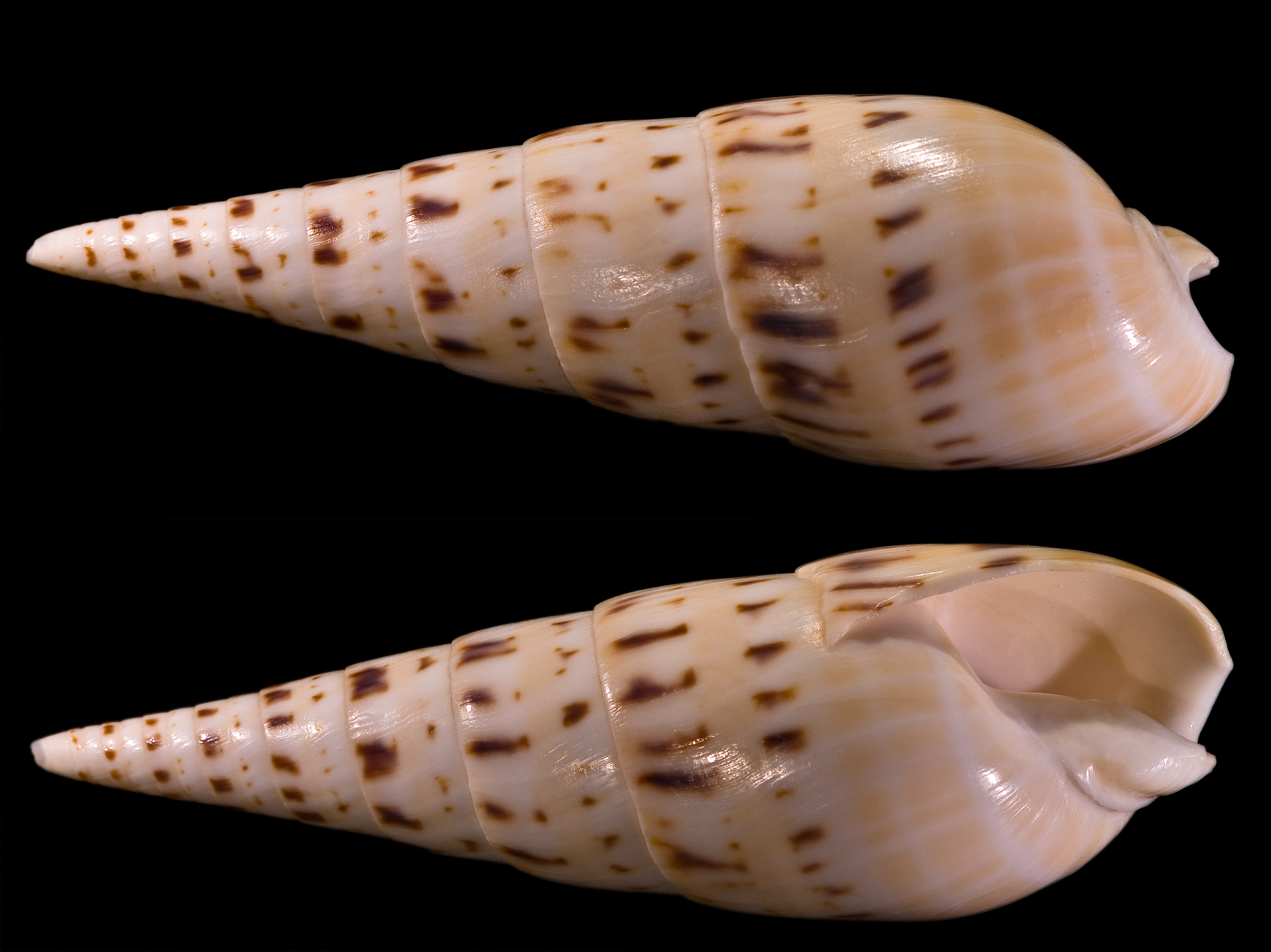
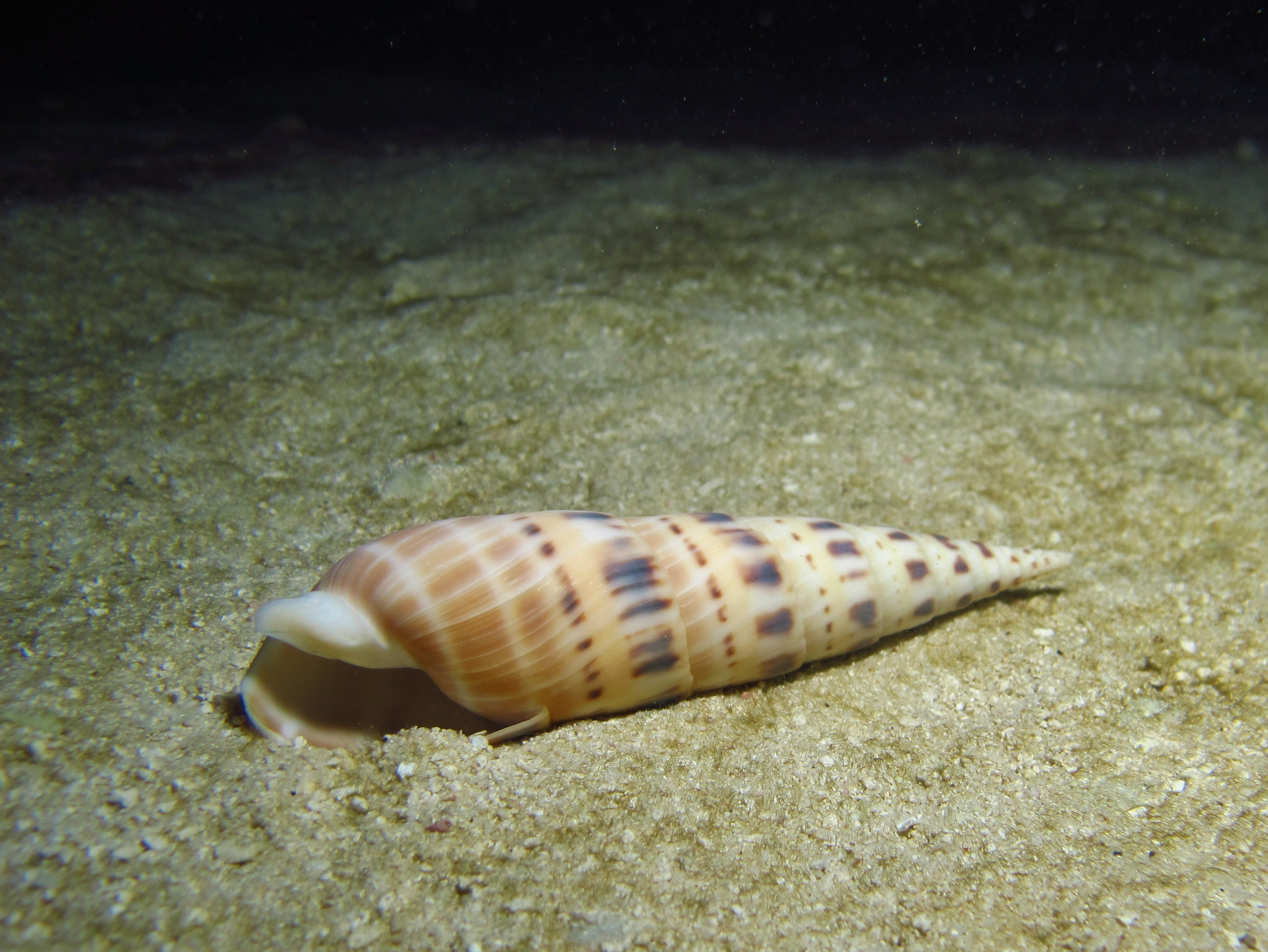
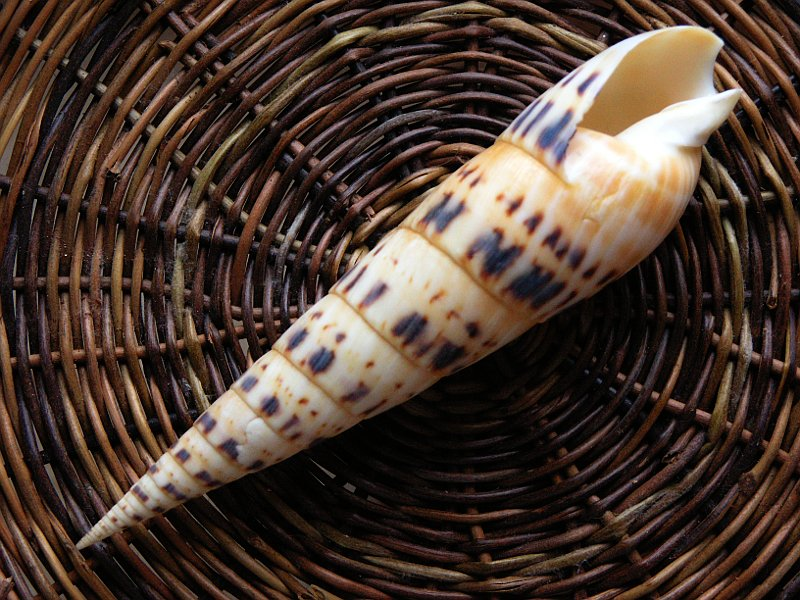

## Biologie
Ces coquillages sont de redoutables prédateurs des vers de sable, qu'ils chassent au moyen d'un aiguillon empoisonné (comme les Conus).

## Distribution

### Répartition
Espèce largement répandue de l’Océan Indien au Pacifique.

### Habitat
Cette espèce vit dans le sable entre 5 et 40 m de profondeur. C'est une espèce commune.

## Synonymie
- Acus maculatus (Linnaeus, 1758)
- Buccinum luteolum Chenu, J.C., 1845
- Buccinum maculatum Linnaeus, 1758
- Buccinum varicosum Gmelin, J.F., 1791
- Subula maculata (Linnaeus, 1758)
- Terebra maculata (Linnaeus, 1758)
- Terebra maculata confluens Dautzenberg, 1935
- Terebra maculata roosevelti Bartsch & Rehder, 1970
- Terebra maculosa Pfeiffer, 1840
- Terebra roosevelti Bartsch & Rehder, 1939
- Vertagus maculatus (Linnaeus, 1758)